# یواس‌اس فورچون (۱۸۶۵)
یواس‌اس فورچون (۱۸۶۵) (به انگلیسی: USS Fortune (1865)) یک کشتی بود که طول آن ۱۳۷ فوت (۴۲ متر) بود. این کشتی در سال ۱۸۶۵ ساخته شد.